# Michele Gazzoli
Michele Gazzoli (ur. 4 marca 1999 w Ospitaletto) – włoski kolarz szosowy i torowy.
W pobranej od niego w lutym 2022 próbce wykryto niedozwolone środki dopingujące za co został ukarany roczną dyskwalifikacją biegnącą do 9 sierpnia 2023 i obejmującą także wyniki osiągnięte przez Gazzoliego od 16 do 20 lutego 2022.

## Osiągnięcia

### Kolarstwo szosowe
Opracowano na podstawie:

2016
- 2. miejsce w Piccola Sanremo
- 3. miejsce w Ronde van Vlaanderen juniorów
- 1. miejsce na 2. etapie Giro di Basilicata

2017
- 2. miejsce w Ronde van Vlaanderen juniorów
- 1. miejsce w GP Général Patton
  - 1. miejsce w klasyfikacji punktowej
  - 1. miejsce na 1. etapie
- 1. miejsce w mistrzostwach Europy juniorów (start wspólny)
- 3. miejsce w mistrzostwach świata juniorów (start wspólny)

2019
- 3. miejsce w L’Etoile d’Or

2021
- 1. miejsce w Gran Premio della Liberazione

### Kolarstwo torowe
Opracowano na podstawie:
2017
- 3. miejsce w mistrzostwach Europy juniorów (scratch)
- 1. miejsce w mistrzostwach Europy juniorów (wyścig eliminacyjny)

## Rankingi

### Kolarstwo szosowe
| Rok             | 2019  | 2020  | 2021 | 2022 | 2023 | 2024  |
| --------------- | ----- | ----- | ---- | ---- | ---- | ----- |
| World Ranking   | 1031. | 1049. | 438. | -    | 810. | 1716. |
| UCI Europe Tour | 739.  | 816.  | 362. | -    | -    | -     |
|                 |       |       |      |      |      |       |
| Źródło: UCI     |       |       |      |      |      |       |